# Starstruck (filme)
Starstruck (bra: Starstruck: Meu Namorado É uma Superestrela ou StarStruck - Meu Namorado é uma Superestrela; prt: Starstruck: O Meu Namorado É uma Super Estrela) é um filme original do Disney Channel lançado em 2010, e estrelado por Sterling Knight e Danielle Campbell.

## Recepção
Starstruck foi o primeiro filme do Disney Channel a estrear em uma noite de domingo, e conseguiu 6,0 milhões de telespectadores, tornando-se o filme mais assistido na tv a cabo no mês de fevereiro daquele ano, também conseguiu o número mais alto do canal entre os adolescentes (2,3 milhões), desde High School Musical 2. No Reino Unido atingiu 683.000 telespectadores, quando estreou em 14 de maio de 2010.

## Trilha Sonora
A trilha sonora de Starstruck foi lançada em 9 de fevereiro de 2009. Estreou na 98ª posição na Billboard 200, com vendas de 8.257 cópias, já na semana seguinte teve um aumento nas vendas, chegando ao 23º lugar, vendendo 19.058 cópias.
| N.º            | Título                                | Interprete                             | Duração |  |
| 1.             | "Starstruck"                          | Sterling Knight                        | 2:58    |  |
| 2.             | "Shades"                              | Sterling Knight e Brandon Mychal Smith | 3:03    |  |
| 3.             | "Something About the Sunshine"        | Sterling Knight e Anna Margaret        | 3:07    |  |
| 4.             | "Hero"                                | Sterling Knight                        | 3:17    |  |
| 5.             | "What You Mean to Me"                 | Sterling Knight                        | 4:17    |  |
| 6.             | "Party Up"                            | Brandon Mychal Smith                   | 3:16    |  |
| 7.             | "Got to Believe"                      | Sterling Knight                        | 3:20    |  |
| 8.             | "Hero (Unplugged)"                    | Sterling Knight                        | 2:33    |  |
| 9.             | "Something About the Sunshine (Solo)" | Anna Margaret                          | 3:06    |  |
| 10.            | "New Boyfriend"                       | Anna Margaret                          | 3:05    |  |
| 11.            | "Welcome to Hollywood"                | Mitchel Musso                          | 2:29    |  |
| 12.            | "Make a Movie"                        | Jasmine Sagginario                     | 3:10    |  |
| Duração total: | Duração total:                        | Duração total:                         | 37:43   |  |